# 四平广播电视台新闻·综合频道
四平广播电视台新闻·综合频道（频道呼号：四平-1，即四平广播电视台一套）是中华人民共和国吉林省四平市广播电视台第一套节目。该频道平均每天播出18小时，是一个以新闻为主的精品综合频道，于1986年1月1日起开播，此后经过多次改版。节目信号通过地面电视信号发射站覆盖四平市全境(包括公主岭市、双辽市)及临近四平市的其他地区，并通过吉林电视台官方网站向全球播出。

## 主要节目
- 《四平新闻联播》
- 《在你身边》
- 《今晚二十点》
- 《非常关注》
- 《有事您说话》